# Epicadinus spinipes
Epicadinus spinipes is een spinnensoort in de taxonomische indeling van de krabspinnen (Thomisidae).
De wetenschappelijke naam van de soort werd in 1862 als Eripus spinipes gepubliceerd door John Blackwall.

## Synoniemen
- Epicadinus gavensis Soares, 1846